# Amblyolpium martinensis
Amblyolpium martinensis es una especie de arácnido del orden Pseudoscorpionida de la familia Olpiidae.

## Distribución geográfica
Se encuentra en la Islas de Sotavento (Hawái).